# Amazon Go

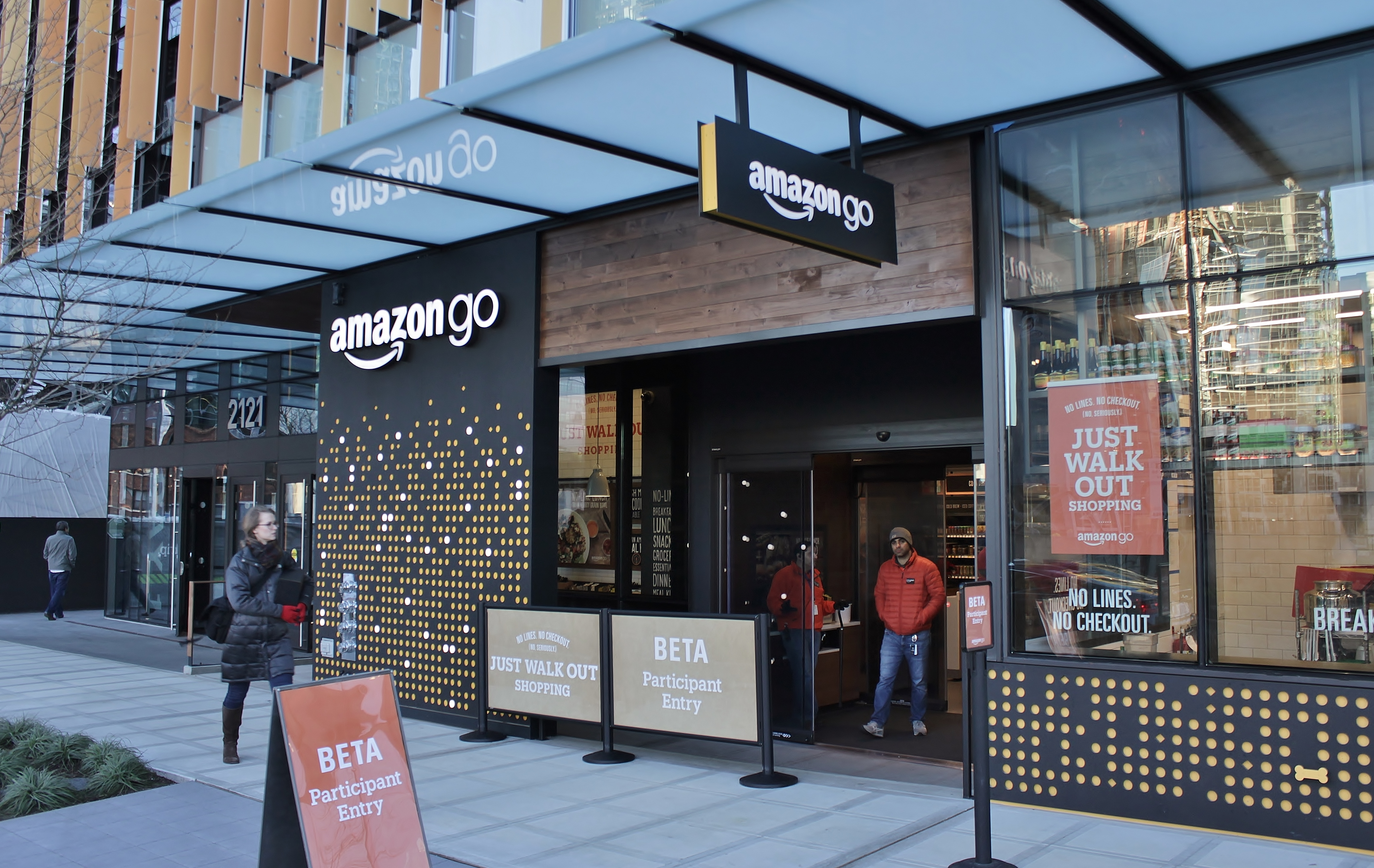
시애틀의 Amazon Go 가게

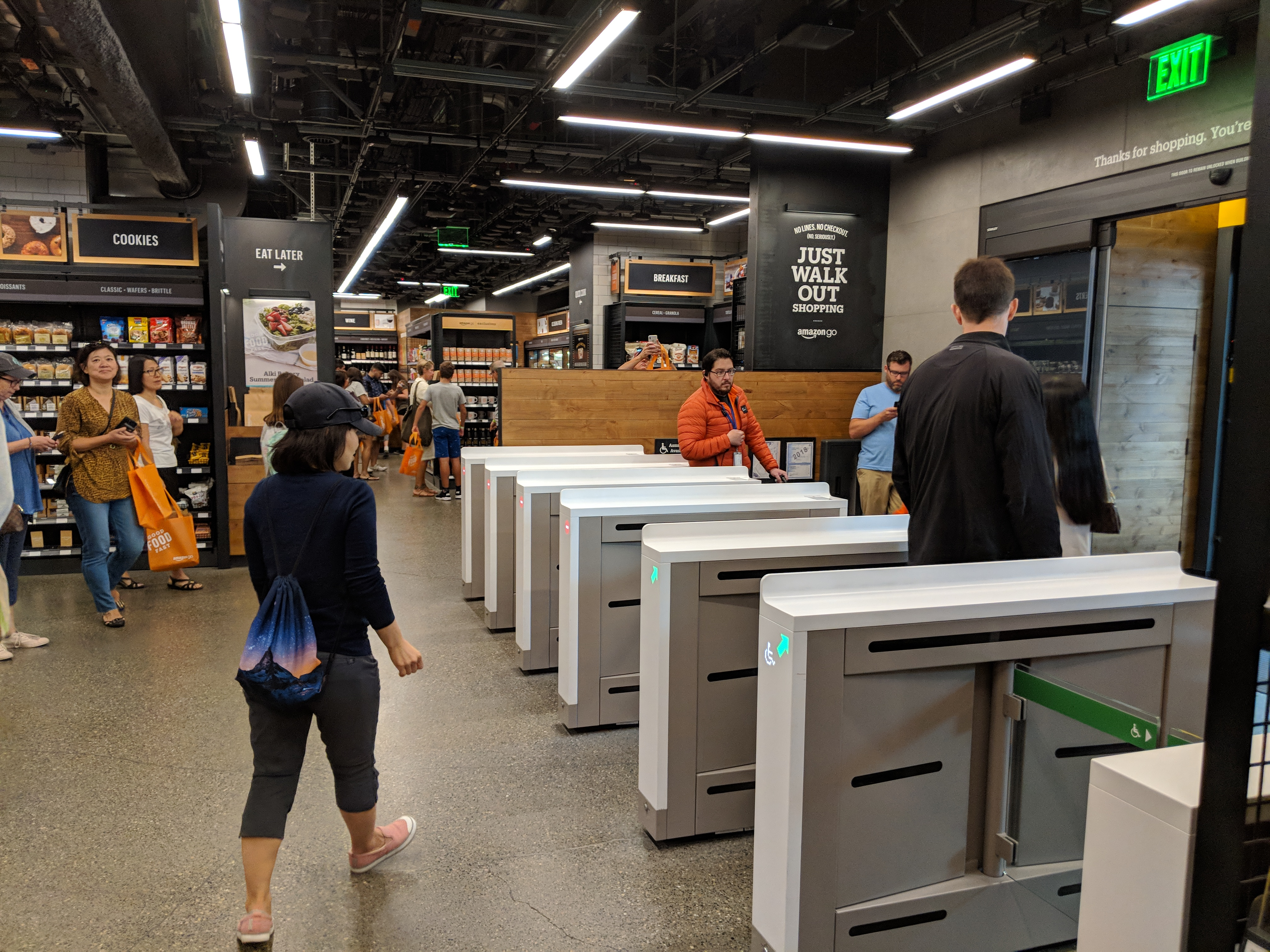
출구

Amazon Go는 아마존닷컴이 운영하는 식료품점이다. 첫 번째 매장은 워싱턴주 시애틀에 운영되고 있으며, 2016년 12월 5일 아마존의 데이 1 빌딩에 오픈하였다. 이 가게는 소비자가 계산대에 줄 서지 않고 제품을 구입할 수 있는 등 부분적으로 자동화되어 있다.

## 지점
2020년 3월 기준으로, 미국 내에서 27개 스토어가 위치되어 있거나 발표되었다.
| #    | 도시 및 주                                    | 최초 개장일      | 스토어 수 | 각주         |
| ---- | --------------------------------------------- | ---------------- | --------- | ------------ |
| 1    | 워싱턴주 시애틀                               | 2018년 1월 22일  | 7         | [ 3 ] [ 4 ]  |
| 2    | 일리노이주 시카고                             | 2018년 9월 17일  | 7         | [ 3 ] [ 5 ]  |
| 3    | 캘리포니아주 샌프란시스코                     | 2018년 10월 23일 | 5         | [ 3 ] [ 6 ]  |
| 4    | 뉴욕주 뉴욕                                   | 2019년 5월 7일   | 8         | [ 7 ] [ 8 ]  |
| 5    | 영국 런던 (Amazon Fresh라는 이름으로 운영 중) | 2021년 3월 4일   | 4         | [ 9 ] [ 10 ] |
| 전체 |                                               |                  | 31        | [ 11 ]       |

## 같이 보기
- 캐시리스 사회
- 기술적 실업